# Robin Tunney
Robin Tunney (ur. 19 czerwca 1972 w Chicago) – amerykańska aktorka telewizyjna i filmowa.
Pochodzi z dużej, irlandzkiej, katolickiej rodziny. Kiedy miała 18 lat zaczęła występować w filmach. Grała niewielkie role – głównie w Los Angeles - w telewizyjnych produkcjach. Studiowała aktorstwo w Chicago Academy for the Performing Arts. W latach 1997–2002 była żoną Boba Gosse'a, aktora, reżysera, producenta i scenarzysty (współpracowali przy filmie Niagara, Niagara, którego Gosse był reżyserem).
Popularność przyniosła jej rola w filmie Szkoła czarownic oraz serialach Skazany na śmierć i Mentalista.

## Filmografia
- Jaskiniowiec z Kalifornii (Encino Man, 1992) jako Ella
- Perry Mason: The Case of the Reckless Romeo (1992) jako Sandra
- J.F.K. - młode lata (J.F.K.: Reckless Youth, 1993) jako Kathleen 'Kick' Kennedy
- Class of '96 (1993) jako Linda Miller
- Cutters (1993) jako Deborah Hart
- Empire Records (1995) jako Debra
- Purpurowy jeździec (Riders of the Purple Sage, 1996) jako Elizabeth 'Bess' Erne
- Szkoła czarownic (The Craft, 1996) jako Sarah Bailey
- Julian Po (1997) jako Sarah
- Niagara, Niagara (1997) jako Marcy
- Opowieści o odwadze: Dwie rodziny (Rescuers: Stories of Courage: Two Families, 1998) jako Melvina 'Malka' Csizmadia
- Córka mafii (Montana, 1998) jako Kitty
- Niebezpieczne miasto: Kontrakt (Naked City: Justice with a Bullet, 1998) jako Merri Coffman
- I stanie się koniec (End of Days, 1999) jako Christine York
- Supernova (2000) jako Danika Lund
- Granice wytrzymałości (Vertical Limit, 2000) jako Annie Garrett
- Investigating Sex (2001) jako Zoe
- Sekretne życie dentysty (The Secret Lives of Dentists, 2002) jako Laura
- Dziękuję, Zoe (Cherish, 2002) jako Zoe
- Teściowie (The In-Laws, 2003) jako Angela Harris
- Abby Singer (2003) jako ona sama
- Cień strachu (Shadow of fear, 2004) jako Wynn French
- Paparazzi (2004) jako Abby Laramie
- The Zodiac (2005) jako Laura Parish
- Runaway (2005) jako Carly
- Skazany na śmierć (Prison Break, 2005–2006) jako Veronica Donovan
- Hollywoodland (2006) jako Leonore Lemmon
- Open Window (2006) jako Izzy
- Nagrody Darwina (2006) jako Zoe, recepcjonistka
- Mentalista (The Mentalist, 2008) jako Teresa Lisbon
- Dwaj panowie Kissel (The Two Mr. Kissels, 2008) jako Nancy Keeshin

występy gościnne
- Prawo i porządek (Law & Order, 1990) jako Jill Templeton
- Class of '96 (1993) jako Linda Miller
- The Twilight Zone (2002–2003) jako Eve Durant
- House, M.D. (2004) jako Rebecca Adler